# Mouflières
Mouflières is een gemeente in het Franse departement Somme (regio Hauts-de-France) en telt 93 inwoners (2009). De plaats maakt deel uit van het arrondissement Amiens.

## Geografie
De oppervlakte van Mouflières bedraagt 2,7 km², de bevolkingsdichtheid is dus 34,4 inwoners per km².
De onderstaande kaart toont de ligging van Mouflières met de belangrijkste infrastructuur en aangrenzende gemeenten.

## Demografie
Onderstaande figuur toont het verloop van het inwonertal (bron: INSEE-tellingen).